# L'orfano della selva
L'orfano della selva è un'opera in due atti di Carlo Coccia, su libretto di Gaetano Rossi. Fu rappresentata per la prima volta il 15 novembre 1828 al Teatro alla Scala di Milano.

## Cast della prima assoluta
Gli interpreti della prima rappresentazione furono:
| Personaggio | Interprete              |
| ----------- | ----------------------- |
| Alessio     | Carolina Ungher         |
| Oscar       | Berardo Winter Calvari  |
| Igor        | Luigi Biondini          |
| Ferosko     | Domenico Spiaggi        |
| Koli        | Luigi Pacini            |
| Birbof      | Luigi Lablache          |
| Mina        | Henriette Méric-Lalande |
| Feniska     | Teresa Ruggeri          |

## Trama
L'azione è in Russia, nel XVI secolo.

### Atto I
In un castello, di cui Igor ha il comando, le carceri sono gremite di prigionieri politici avversi al temuto principe Ivano. Alessio, uno dei figli del carceriere Ferosko, di animo sensibile e anch'egli ostile a Ivano, li compiange. Quando giunge il nuovo comandante Oscar, Igor, di cui è molto amico, gli confida un segreto: molti anni prima ha salvato l'unico figlio, appena neonato, rimasto agli antichi principi fatti trucidare da Ivano, poi lo ha consegnato a un falegname che viveva in una capanna, che lo ha allevato. Quel falegname è Ferosko, ma ha altri figli, tra cui il frivolo e vanesio Koli, e Igor ora è tornato e vuole capire chi tra essi è il principe che ha salvato e che vuole aiutare a riconquistare il potere: per farlo, deve trovare un segno, un'incisione a forma di serpente, che appositamente fece sul braccio sinistro del bambino. Igor narra di una rete di congiurati fedeli ai vecchi principi, che si riconoscono con la parola d'ordine l'orfano della selva.
Il discorso tra i due comandanti è ascoltato dal merciaio Birbof, in realtà una spia di Ivano, che con uno stratagemma fa in modo che Alessio, alla festa per le sue nozze con Mina, mostri di avere sul braccio il segno che lo rivela come figlio dei nemici di Ivano. Poi Birbof cerca di avvelenare Alessio, ma commette l'errore di invitarlo a brindare in onore di Ivano: Alessio getta inorridito il bicchiere col liquido mortale e si salva. Il suo gesto lo espone alla reazione dei soldati che cercano di aggredirlo, ma Oscar e Igor, avendo capito chi è l'uomo cercato, non si fanno sfuggire l'occasione per metterlo al sicuro, e ordinano che venga arrestato e portato nelle carceri del castello.

### Atto II
Birbof, grazie alla conoscenza della parola d'ordine, riesce a conquistare la fiducia di Igor e Oscar facendo credere di essere uno dei loro. Consiglia a Igor di recarsi in un vicino castello, dove Ivano darà una festa, per organizzare una rivolta, poi rimane ammaliato dalla grazia di Mina, che ingenuamente lo prega di aiutare Alessio, e pensa di rapirla. Birbof cerca quindi di liberarsi anche di Oscar per restare solo con Alessio, ma Oscar si insospettisce e nell'oscurità del carcere riesce a scambiarsi i vestiti con Alessio, che così parte al posto suo. Alessio poi uccide Birbof e si impossessa del sigillo reale che assicura rispetto.
Intanto Alessio, a cui è stata svelata la propria vera identità, ha raggiunto Igor e si appresta, con tutti gli altri congiurati, a dare l'assalto al castello dove Ivano vuole dare la festa. L'attacco ha successo e Alessio diviene il nuovo principe, facendosi incoronare proprio da Mina quando questa si è riavuta, dopo essere svenuta per paura di perderlo avendo appreso chi egli è veramente.

## Struttura musicale
- Sinfonia

### Atto I
- N. 1 - Introduzione Il re vince, Diecisette! (Coro, Finiska, Ferosko, Igor, Alessio, Alessio, Koli)
- N. 2 - Duetto fra Koli e Birbof Pria di darvi protezione
- N. 3 - Duetto fra Oscar ed Igor Ah! m'addita dov'ei si cela (Oscar, Birbof, Igor)
- N. 4 - Coro e Cavatina di Mina È il cielo sereno e placido... - Col guardo ei mi trovò (Mina, Coro)
- N. 5 - Aria di Birbof e Finale I Di passaggio è qua il mercante - Pape scamonicon! (Birboff, Mina, Feniska, Alessio, Koli, Coro, Igor, Oscar, Ferosko)

### Atto II
- N. 6 - Terzetto fra Igor, Oscar e Birbof Quell'accento m'ha colpito...
- N. 7 - Duetto fra Birbof e Mina Con quell'aria interessante
- N. 8 - Coro e Quintetto Cadde il sol, già nel mare si tuffò - Quel novello comandante (Birbof, Mina, Koli, Alessio, Oscar)
- N. 9 - Coro ed Aria di Alessio L'Orfano della selva! - Traditor, che il padre mio (Alessio, Coro)
- N. 10 - Aria di Koli, Coro ed Aria Finale di Mina Guarda, guarda! come'è bello... - Trionfa il caro principe - Ah! voi d'un regno (Coro, Koli, Mina, Alessio, Igor, Oscar, Finiska)